# Elizabeth David
Elizabeth David (Long Man, 26 dicembre 1913 – Chelsea, 22 maggio 1992) è stata una scrittrice britannica di libri di gastronomia.
Scrittrice molto famosa in Inghilterra, a metà del XX secolo ha fortemente influenzato la rivitalizzazione della cucina casalinga nel suo paese natale con articoli e libri sulla cucina europea e sui piatti tradizionali britannici.
Nata da una famiglia dell’alta società, David si ribellò alle norme sociali del tempo. Negli anni '30 studiò arte a Parigi, diventò attrice e fuggì con un uomo sposato. I due navigarono su una piccola barca per l'Italia, ripararono in Grecia dopo che la loro barca venne confiscata. Insieme raggiunsero la Grecia, dove rimasero bloccati dall'invasione tedesca nel 1941, poi fuggirono in Egitto, dove si separarono. Al Cairo David lavorò per il governo britannico, gestendo una biblioteca, e sposò un uomo dal quale subito si separò.
Nel 1946 David tornò in Inghilterra, dove ancora era in vigore il razionamento alimentare imposto durante la seconda guerra mondiale. Sconcertata dal contrasto tra il cibo servito in Gran Bretagna e il cibo semplice ed eccellente a cui era abituata in Francia, Italia, Grecia ed Egitto, iniziò a scrivere articoli su riviste di cucina mediterranea. Gli scritti furono giudicati favorevolmente e nel 1950, all'età di 36 anni, David pubblicò A Book of Mediterranean Food. Le sue ricette richiedevano ingredienti come melanzane, basilico, fichi, aglio, olio d'oliva e zafferano, che all'epoca erano scarsamente disponibili in Gran Bretagna. Seguirono libri sulla cucina francese, italiana e, più tardi, inglese. Negli anni '60 David ebbe una grande influenza sulla cucina britannica. Era profondamente ostile a qualsiasi piatto ordinario, ma anche alla cucina troppo elaborata e ai falsi sostituti di piatti e ingredienti classici. Nel 1965 aprì un negozio di attrezzature da cucina, che cedette nel 1973.
La reputazione di David si basa sui suoi articoli e sui suoi libri, che furono ristampati numerose volte. Tra il 1950 e il 1984 pubblicò otto libri; dopo la sua morte, avvenuta nel 1992, il suo esecutore letterario ne pubblicò altri quattro postumi. Anche i più importanti, però, non sono stati mai pubblicati in lingua italiana. L'influenza di David sulla cucina britannica e internazionale si estese anche a vari scrittori di gastronomia, chef e ristoratori delle generazioni successive fra cui Terence Conran, Simon Hopkinson, Prue Leith,, Jamie Oliver, Tom Parker Bowles, Rick Stein,, Julia Child, Richard Olney e Alice Waters.

## Biografia

### Infanzia e adolescenza

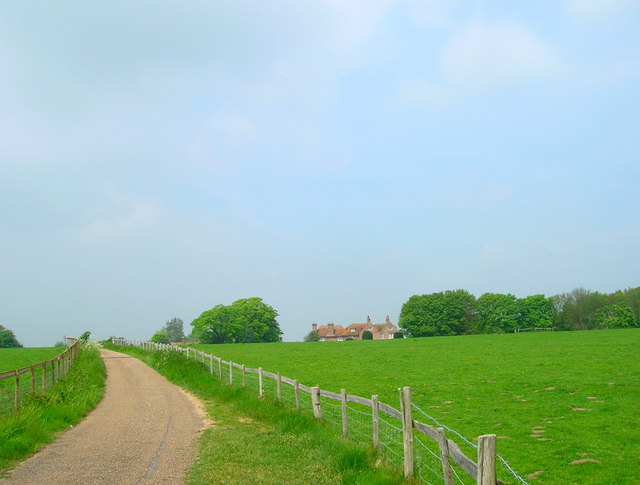
I dintorni di Wootton Manor, Folkington, Long Man

Elizabeth David, nata con il nome di Elizabeth Gwynne, seconda di quattro figlie di Rupert Sackville Gwynne e di Stella Gwynne, figlia del primo visconte Ridley. Le famiglie di entrambi i genitori possedevano notevoli fortune: i Gwynnes dall'ingegneria e dalla speculazione fondiaria e i Ridley dall'estrazione del carbone. 
Attraverso le due famiglie, David era di discendenza inglese, scozzese e irlandese e, tramite un antenato da parte di padre, anche olandese e di Sumatra. Lei e le sue sorelle crebbero nel villaggio di Folkington, Long Man, nell’East Sussex, nel castello Wootton Manor, una casa padronale del XVII secolo ampliata all'inizio del XX secolo. Suo padre fu un deputato conservatore per Eastbourne e un giovane ministro nel governo di Bonar Law. I biografi raccontano che si interessò di equitazione e corse di cavalli ed ebbe fama di donnaiolo; morì nel 1924 a 51 anni.
La vedova Stella Gwynne era una madre rispettosa, ma i suoi rapporti con le figlie erano distanti piuttosto che affettuosi. Elizabeth e le sue sorelle, Priscilla, Diana e Felicité, furono mandate in collegio. Elizabeth, che aveva frequentato la preparatory School di Godstowe a High Wycombe,  fu mandata alla Scuola privata femminile di St Clare, Royal Tunbridge Wells, che lasciò all'età di sedici anni. Le quattro sorelle crebbero senza sapere nulla di cucina, che nelle famiglie della classe alta dell'epoca era competenza esclusiva della cuoca di famiglia e del suo staff.
Da adolescente, a David piaceva dipingere e sua madre pensava che valesse la pena di sviluppare il suo talento. Nel 1930 fu mandata a Parigi, dove studiò privatamente pittura e si iscrisse alla Sorbona per un corso di civiltà francese che comprendeva storia, letteratura e architettura. Trovava i suoi studi alla Sorbona ardui e per molti versi poco stimolanti, ma per tutta la vita conservò interesse per la letteratura e la lingua francese. Alloggiava presso una famiglia parigina, la cui devozione fanatica per i piaceri della tavola David ha ritratto con effetto comico nella suo libro French Provincial Cooking del 1960. Tuttavia, ha riconosciuto in seguito che l'esperienza era stata la parte più preziosa del suo tempo a Parigi: "Mi sono resa conto in che modo la famiglia aveva adempiuto al suo compito di instillare la cultura francese in almeno uno dei loro ospiti britannici. Dimenticati erano i professori della Sorbona ... Ciò che mi aveva colpito era il gusto per un tipo di cibo del tutto diverso da qualsiasi cosa avessi conosciuto prima anche solo nella fantasia". Stella Gwynne non era ansiosa del ritorno anticipato di sua figlia in Inghilterra dopo aver studiato per il suo diploma alla Sorbona, e nel 1931 la fece trasferire da Parigi a Monaco per studiare il tedesco.

### Attrice
Dopo essere tornata in Inghilterra nel 1932, David attraversò senza entusiasmo attraverso i rituali sociali riservati alle giovani donne dell'alta società, che si presentavano a corte partecipando ai balli delle debuttanti. I giovani gentiluomini inglesi che incontrava non le piacevano. La biografa di David, Lisa Chaney, commenta che con i suoi "sguardi delicatamente attraenti e la sua timidezza schermata da una freddezza d'acciaio e dalla lingua appuntita" sarebbe stata una prospettiva scoraggiante per i giovani uomini dell'alta società che incontrava. David decise allora che non era abbastanza brava come pittrice e, con dispiacere di sua madre, divenne un'attrice. Entrò, nel 1933, a far parte della compagnia di J.B. Fagan all'Oxford Playhouse. Tra i suoi colleghi artisti vi era l'attrice Joan Hickson, che decenni dopo ricordò di aver dovuto mostrare alla sua nuova collega come si prepara una tazza di tè, da cui si desume che a quei tempi David era ignara della cucina.
Durante gli anni trenta Elizabeth David proseguì a studiare arte a Parigi e lavorò come attrice prima di fuggire con un uomo sposato con il quale viaggiò su una piccola barca in Italia. Insieme raggiunsero la Grecia, dove rischiarono di rimanere bloccati a causa dall'Operazione Marita della Germania nazista nell'aprile del 1941. Dopo essere riusciti a fuggire in Egitto, i due si separarono. Successivamente, la David lavorò per il governo britannico, gestendo una biblioteca a Il Cairo. Durante quel soggiorno in Africa David si sposò, ma i due coniugi si separarono poco dopo e successivamente divorziarono.
Nel 1946, la David tornò in Inghilterra, dove era ancora in vigore il razionamento degli alimenti imposto durante la seconda guerra mondiale. Considerando scadente la qualità del cibo britannico rispetto a quello a cui si era abituata viaggiando in Francia, Grecia, Italia ed Egitto, iniziò a scrivere articoli sulla cucina mediterranea e, nel 1950, il libro A Book of Mediterranean Food, considerato una delle sue opere più importanti. Le ricette di David richiedevano ingredienti come melanzane, basilico, fichi, aglio, olio d'oliva e zafferano: alimenti che erano rari in Gran Bretagna Seguirono altri libri sulla cucina italiana (fra cui nel 1954 Italian Food, dedicato all'amico Norman Douglas e con illustrazioni di Renato Guttuso), francese (French Provincial Cooking nel 1960) e inglese (Spices, Salt and Aromatics in the English Kitchen nel 1970, e English Bread and Yeast Cookery nel 1977). Negli anni sessanta, la David esercitò una grande influenza sulla cucina britannica. Era profondamente ostile a qualsiasi alimento di bassa qualità, con ingredienti in eccesso oppure con i surrogati usati in piatti classici. Nel 1965, la scrittrice aprì un negozio che vendeva attrezzatura da cucina e che continuò a operare sotto il suo nome anche quando lei abbandonò tale attività nel 1973.

## Opere (elenco parziale)
- A Book of Mediterranean Food, 1950
- French Country Cooking, 1951
- Italian Food, 1954
- Summer Cooking, 1955
- French Provincial Cooking, 1960
- Spices, Salt and Aromatics in the English Kitchen, 1970
- English Bread and Yeast Cookery, 1977
- An Omelette and a Glass of Wine, 1984
- Harvest of the Cold Months: The Social History of Ice and Ices, 1994
- I'll be with You in the Squeezing of a Lemon, 1995
- Peperonata and Other Italian Dishes, 1996
- South Wind Through the Kitchen: The Best of Elizabeth David, 1997
- Is There a Nutmeg in the House?, 2000
- Elizabeth David's Christmas, 2003